# シリアサッカー協会
シリアサッカー協会（シリアサッカーきょうかい、アラビア語: الاتحاد السوري لكرة القدم、英: Syrian Football Association）は、シリアにおけるサッカー協会である。略称はSFA。

## 概要
1936年に設立された。国際サッカー連盟には1946年に、アジアサッカー連盟には1969年に加入。また、西アジアサッカー連盟には2001年より加盟している。

## 運営
- シリア・プレミアリーグ
- シリア・ディビジョン1（英語版）
- シリア・カップ
- シリア・スーパーカップ（英語版）

## 組織
- サッカーシリア代表
- サッカーシリア女子代表
- U-23サッカーシリア代表